# Fausto Bisantis
Fausto Bisantis (Gimigliano, 30 aprile 1909 – Catanzaro, 8 gennaio 1996) è stato un avvocato e politico italiano.
Il suo nome è legato a quello dell'omonimo ponte simbolo della città di Catanzaro, capoluogo della regione Calabria, che egli volle a completamento della Strada statale 280 dei Due Mari.

## Biografia
Laureato in Giurisprudenza, è avvocato. Esponente della Democrazia Cristiana. Fu consigliere provinciale di Catanzaro, presidente della provincia di Catanzaro dal 1948 al 1957 e presidente dell'Istituto industriale per chimici di Crotone. Nel 1958 venne eletto alla Camera dei Deputati, dove rimane per due legislature fino al 1968, in seguito passò al Senato per una legislatura, fino al 1972. Fu poi sindaco di Catanzaro dal 1975 al 1978.
Morì all'età di 86 anni nel gennaio del 1996.